# Zvonimir Vučković
Zvonimir-Zvonko Vučković (Bijeljina, BiH, 6. lipnja 1916. – Ojai, Kalifornija, 21. prosinca 2004.), jugoslavenski vojni zapovjednik, hrvatskog podrijetla. Bio je poručnik u Kraljevoj gardi vojske Kraljevine Jugoslavije i zapovjednik 1. ravnogorskog korpusa Jugoslavenske kraljevske vojske u Otadžbini za vrijeme Drugog svjetskog rata. Godine 1942. proglašen je za "vojvodu takovskog". Bio je jedan od vodećih osoba pokreta Draže Mihailovića. Početkom 1944. njemu je bio poveren zadatak da se stara o zaštiti i evakuaciji savezničkih avijatičara oborenih iznad teritorije Jugoslavije. Poslije rata je važio za istaknutog političkog emigranta. Starao se o sigurnosti Jugoslavenskog demokratskog kongresa koji je održan u selu Ba siječnja 1944. Zvonimir Vučković je tijekom rata izabrao svoje ratno ime "Feliks", koje je koristio prilikom slanja radio-šifriranih poruka. Prema suvremenicima Zvonko je bio Dražin omiljen časnik a o njegovom značaju svjedoči naziv njegove jedinice kao i zona odgovornosti koju je kontrolirao tijekom cijelog rata i koja se nalazila u središtu pokreta na Ravnoj Gori.

## Životopis
Rođen je u tijeku Prvog svjetskog rata u Bijeljini u hrvatskoj obitelji od oca Petra Prkića i majke Anke. Otac mu je bio rodom iz Vareša, a majka Dalmatinka iz Makarske. Oni su se "trbuhom za kruhom" doselili iz škrtih dalmatinskih krajeva u plodnu ravnicu Semberije. Otac mu je ubrzo otvorio knjižaru od koje je cijela obitelj živjela. U braku koji je trajao pet godina, roditelji su mu imali dvoje djece, Zvonimira i njegovu sestru Mirjanu. Otac mu je umro 1920. godine od tuberkuloze. Majka Anka je u svojoj dvadeset i četvrtoj godini ostala udovica s dvoje djece i mnogo krupnih dugova koji su se gomilali, kako zbog Petrovog bolovanja tako i zbog knjižare koju je on otvorio u Bijeljini.
U Zvonkovo rodno mjesto krajem 1921. godine stigao je potpukovnik Aleksandar Vučković, na čelu bojne srpske vojske. Upoznao se sa Zvonkovom majkom, s kojom se poslije i oženio. Zvonkov očuh je bio rodom iz Vranja. Godine 1923. premješten je iz Bijeljine u Kotor, gdje se seli i cijela obitelj. Tu je Zvonko završio osnovnu školu i naučio čitati i pisati. U Kotoru su živjeli pune četiri godine, gdje mu se rodila druga sestra Jelisaveta. Očuh mu je dobio novu dužnost 1927. godine, uspostaviti novu dočasničku školu u mjestu Bileća u Hercegovini. U Bileći mu je umrla mlađa sestra od upale mozga. Majka Anka, koja je bila u poodmakloj trudnoći, teško je podnijela tu vijest ali je na kraju 1927. godine donijela na svijet brata Micka.
Godine 1930. očuh mu je dobio premještaj u Zagreb. S navršenih petnaest godina Zvonko je primljen u Beogradu 1. listopada 1931. godine u Vojnu akademiju. 1. listopada 1936. godine završio je s još 251 kadetom 61. klasu Niže škole Vojne akademije. Bili su promovirani u čin potporučnika. Tada mu je usvojena molba da služi u Zagrebu.
U Zagrebu, gdje su mu živjeli roditelji, raspoređen je u 30. artiljerijsku pukovniju "Kraljević Tomislav", koji se sastojao od četiri baterije od kojih je svaka imala četiri poljska topa. U mirno doba pukovnija je imala oko 600 vojnika i 300 konja. Zvonko je bio određen za vodnika četvrte baterije i glavna dužnost mu je bila učiti regrute gađanju iz topova i jahanju u zaprezi.
Nakon šest godina zapostavljanja, zbog toga što se protivio Šestosiječanjskoj diktaturi, Zvonkov očuh je položio ispit i promaknut u čin generala i premješten u Varaždin. Zvonko je u isto vrijeme premješten na dužnost u Vojno-zemljopisni institut u Beogradu. Tu je u sljedećih šest mjeseci, u tvrđavi na Kalemegdanu, završio topografski tečaj s grupom od trideset mlađih časnika. Nakon tečaja bio je upućen na praktične radove, prvo na sjevernu, a onda na zapadnu granicu zemlje, gdje je jugoslavenska vojska pravila obrambene utvrde. U zoru 5. rujna 1939. godine umro mu je očuh Aleksandar u vojnoj bolnici u Petrovaradinu.

### Drugi svjetski rat
U rujnu 1939. godine, u isto vrijeme kada mu je umro očuh, Hitler i Staljin napali su Poljsku i time izazvali veliki svjetski rat. Zvonko je odmah nakon pokopa, podnio molbu za premještaj u Beograd i brzo dobio odobrenje na novoodređenu dužnost u konjičku diviziju artiljerijske pukovnije Kraljeve garde. U Kraljevoj gardi bio je nerazdvojan sa svojim klasnim prijateljima s Vojne akademije Momčilom Smiljanićem i Savom Konavlikom.

### Trojni savez i bijeg u Grčku
Kada je Momčilo saznao 9. ožujka 1941. godine, od svog brata Miloja Smiljanića, koji je bio pomoćnik ministra inozemnih djela Aleksandra Cincar-Markovića, da Jugoslavija namjerava pristupiti Trojnom savezu i da nema druge alternative, časnici Kraljeve garde Momčilo, Zvonko i Sava kao protivnici proosovinske politike, su isplanirali bijeg u Grčku sa željom da se prijave u grčku vojsku kao dobrovoljci i bore protiv fašističke Italije.
Poručnik Vučković je sa svoja dva prijatelja prešao ilegalno jugoslavensko-grčku granicu 15. ožujka 1941. godine. Nakon toga, krenuli su u pravcu grčke karaule. Grčki stražari su ih primijetili, obavijestili su svoje nadređene o dolasku jugoslavenskih časnika. Kasnije je stigao grčki obavještajni časnik koji ih je doveo u stožer Druge armije u Solunu. U Solunu su ostali četiri dana, nakon čega su se uputili u Atenu u grčku Vrhovno zapovjedništvo, gdje su odmah po dolasku podnijeli molbu za pristup u dobrovoljce.
25. ožujka 1941. godine Jugoslavija je pristupila Trojnom savezu. Međutim, poslije dva dana, grupa jugoslavenskih časnika izvela je vojni udar, zbacila Vladu i dovela maloljetnog kralja Petra II. na vlast. Zbog novonastale situacije, Vučković je sa svoja dva druga napustio Atenu i krenuo za Beograd 4. travnja.

### Travanjski rat
6. travnja 1941., Hitler je napao Jugoslaviju i Grčku. U Beograd su stigli poslije bombardiranja i zatekli su razrušen grad. Vučković se pridružio svojoj postrojbi u Južnom Banatu, čiji je ratni raspored bio petnaestak kilometara udaljen od Pančeva, oko sela Vojlovica. Banatska kampanja trajala je tri dana, poslije čega su dobili naređenje da se povuku na desnu obalu Dunava.

### Ravna Gora
Poručnik Vučković izbjegao je poslije neuspjelog rata zarobljeništvo. U Beogradu 23. lipnja 1941. godine tajno je saznao od svog prijatelja Vladimira Nikolića da preko ilegalnog Zapovjedništva Beograda ima vezu s Mihailovićevim stožerom. Nikolić je obavijestio Zvonka da se pokret otpora počeo organizirati početkom svibnja negdje na prostoru između Rudnika i Suvobora. Grupa časnika, dočasnika i vojnika Jugoslavenske vojske, među kojima je generalstožerni pukovnik Dragoljub Mihailović bio najstariji po činu, odbila je priznati kapitulaciju i prebacila se s planina Istočne Bosne, preko Drine u Zapadnu Srbiju, s namjerom kako bi produžili otpor. Vučković je bio zatražio od Nikolića da mu da odmah vezu s Mihailovićem kako bi krenuo u šumu da se bori protiv okupatora. Primivši instrukcije, Vučković je tajnim kanalima stigao na Ravnu Goru 27. lipnja 1941. godine i stavio se na raspolaganje pukovniku Dragoljubu Mihailoviću.

### Takovski odred
Početkom rujna 1941. godine, Draža je izdao naređenje poručniku Vučkoviću da u Takovskom kotaru obrazuje jedan samostalan odred. Vučković se s deset boraca uputio u pravcu Takovskog kotara, koji je tada imao šesnaest općina, a svaka općina po dva-tri sela. Zvonko je za šesnaest dana uspješno izvršio regrutiranje dobrovoljaca u selima Brajići, Teočin, Brezna, Pranjani, Brusnica, Grabovci, Lunjevici, Jablanica itd. Po uspješno obavljenom poslu Zvonko je svoj novi odred od oko 150 boraca priveo zapovjedniku Draži na pregled u selu Brajići. Kao dragovoljac u Zvonkov odred je tada pristupio Desimir Žižović Buin, autor prvog domaćeg poslijeratnog visokotiražnog stripa Mirko i Slavko (1958-1979), koji je otvorio vrata zapadnoj strip kulturi u Jugoslaviji kao što su stripovi Zagor (1968), Veliki Blek (1978) itd.

### Treći srpski ustanak
Krajem rujna 1941. godine poručnik Vučković je saznao kako partizani, u potaji od četnika pripremaju napasti Gornji Milanovac. Međutim, Vučković je partizane na sastanku u selu Lunjevici uspio nagovoriti na zajedničku četniko-partizansku akciju protiv Nijemaca. Početak napada na Gornji Milanovac određen je 28. rujna 1941. za tri sata ujutro. Zvonkov takovski četnički odred uspješno je likvidirao njemačko stražarsko uporište u kavani na rubu grada i tom prilikom zarobili su dvanaestoricu Nijemaca. Ali partizanska glavnina nije imala sreće, Nijemci iz škole primijetili su partizane kako se brisanim prostorom približavaju prema utvrđenoj školi. Zasuli su ih vatrom i prikovali za zemlju. Četnici su im pritekli u pomoć otvarajući paljbu na Nijemce. Poslije određenog vremena, poručnik Vučković je ponudio opkoljenim Nijemcima da se predaju, što su oni i prihvatili. Zvonko je sa svojim četnicima zarobio stotinjak Nijemaca, koje je kasnije doveo na Ravnu Goru.
Na Zvonkovoj teritoriji, u selu Brajići, održan je posljednji sastanak između Draže i Tita 27. listopada 1941. godine. Sukobi između četnika i partizana naglo su učestali krajem listopada 1941. godine. Kada je studenog 1941. izbio građanski rat između Mihailovićevih jedinica i partizana, Vučković je razočaran razvojem u pokretu otpora napustio zapovjedništvo, ali je 1. prosinca preuzeo zapovjedništvo svog odreda, jer je uvidio da glavnu krivnju za izbijanje ovih borba nosi Komunistička partija Jugoslavije.

### Dražin pratitelj
Vučković se tijekom zime 1941./42. godine u svojoj zoni odgovornosti u takovskom kraju, skrbio o sigurnosti Dragoljuba Mihailovića, štiteći ga od njemačkih potjera. U proljeće 1942. godine Zvonko ispraća komandanta iz Dragačeva u italijansku okupacionu zonu u Crnu Goru gdje je usput obilazio četničke odrede u Sandžaku i Istočnoj Hercegovini. Ponovo će se sresti u Dragačevu godinu dana kasnije nakon bitke na Neretvi i Operacije Schwarz srijedinom 1943. godine.

### Prvi ravnogorski korpus
Prilikom reorganiziranja Jugoslavenske vojske u Otadžbini, u jesen 1942. Zvonimir Vučković je promaknut u čin kapetana i postavljen za zapovjednika "Prvog ravnogorskog korpusa", te odlikovan "Karađorđevom zvezdom sa mačevima". Zvonko je pored Takova i Dragačeva pod svoju operativnu nadležnost dobio još Požeški i Trnavski kotar.

### Iseljeništvo
Poslije rata, Vučković se prebacio u Francusku i potom u SAD, gdje je radio kao inženjer u metalnoj industriji. Između 1952. i 1956. bio je član uređivačkog odbora "Demokratske misli", na čijem je čelu bio Adam Pribićević (1880. – 1957.). Surađivao je i u "Glasu kanadskih Srba" i u "Našoj reči" Desimira Tošića. Od godine 1966. Vučković je biran za člana Glavnog odbora saveza Oslobođenje.
Vučkovićeva prva knjiga "Sećanja iz rata" dobila je, od strane Udruženja srpskih pisaca i umjetnika u Londonu, nagradu Slobodan Jovanović kao najbolja knjiga objavljena u 1977. godini. Vučković je 1980. godine objavio drugu knjigu "Od otpora do građanskog rata". Preminuo je na dan kada je Skupština Srbije usvojila zakon o izjednačavanju prava partizana i ravnogorskog pokreta 21. prosinca 2004.